# بوتي
بوتي (بالإنجليزية: PuTTY)‏ هو تطبيق محاكي طرفي يمكنه أن يعمل كعميل قشرة آمنة (بالإنجليزية: SSH)‏، تيلي نت، دخول عن بعد أو بروتكول تي.سي.بي أولي. لا يوجد لاسم بوتي معني واضح ولكن جزء من الاسم (بالإنجليزية: TTY)‏ له علاقة بطرفيات يونكس التقليدية.
بوتي كتب لنظام مايكروسوفت ويندوز وبعد ذلك تم تحويله لأنظمة تشغيل أخرى منها بعض الإصدارات من أنظمة التشغيل شبيه يونكس. ويتم الآن عمليات تحويلة لنظام ماك أو إس ونظام ماك أو.إس عشرة.
و قد تمت المساهمة بشكل غير رسمي في تحويل بوتي إلي نظام تشغيل سيمبيان للعمل علي هاتف نقال.
يقوم السيد سيمون تاثام (بالإنجليزية: Simon Tatham)‏ بأغلبية أعمال كتابة وصيانة هذا البرنامج وحتي الآن يعد بوتي برنامج تحت الاختيار.
(بالإنجليزية: Beta software)‏
ترخيص بوتي يندرج تحت رخصة MIT وهو مجاني وذو كود مصدري متاح للجميع لدراسته، تعديله وتحسينه، أي يندرج تحت تصنيف مصدر مفتوح.

## وصلات خارجية
- بوتي على موقع Open Hub (الإنجليزية)
- بوتي على موقع Free Software Directory (الإنجليزية)
- بوتي على موقع Framasoft (الفرنسية)
- الموقع الرسمي للبرنامج
- مكتبات البرامج المرتبطة ببرنامج بوتي
  - دبليو-بوتي-سي دي (بالإنجليزية: W-PuTTY-CD)‏، بروتكولات إتصال بوتي في مكتبة برامج خاصه بنظام ويندوز. نسخة محفوظة 19 أغسطس 2019 على موقع واي باك مشين.
- إصدارات أخرى من بوتي (لنظام ويندوز):
  - كيتي (بالإنجليزية: KiTTY)‏
  - اكسترا بوتي (بالإنجليزية: ExtraPuTTY)‏ نسخة محفوظة 5 يوليو 2008 على موقع واي باك مشين.
- برامج أخرى ترتبط ببرنامج بوتي
  - منظم اتصالات بوتي (بالإنجليزية: PuTTY Connection Manager)‏[وصلة مكسورة]